# Mittrowsky (Adelsgeschlecht)

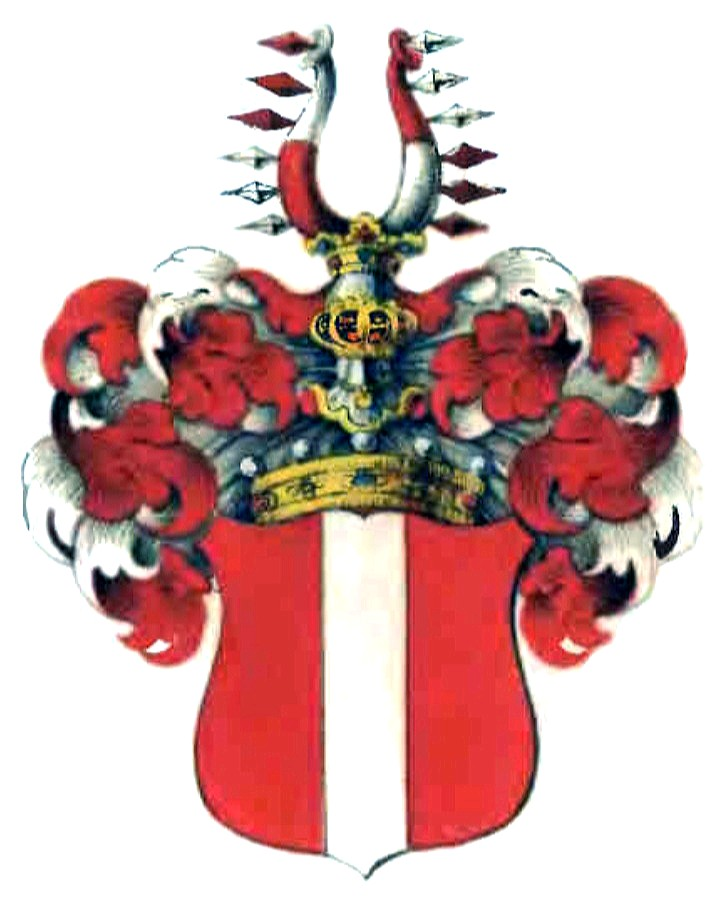
Wappen der Freiherren von Mitrowsky bei Leonhard Dorst: Schlesisches Wappenbuch, 1847

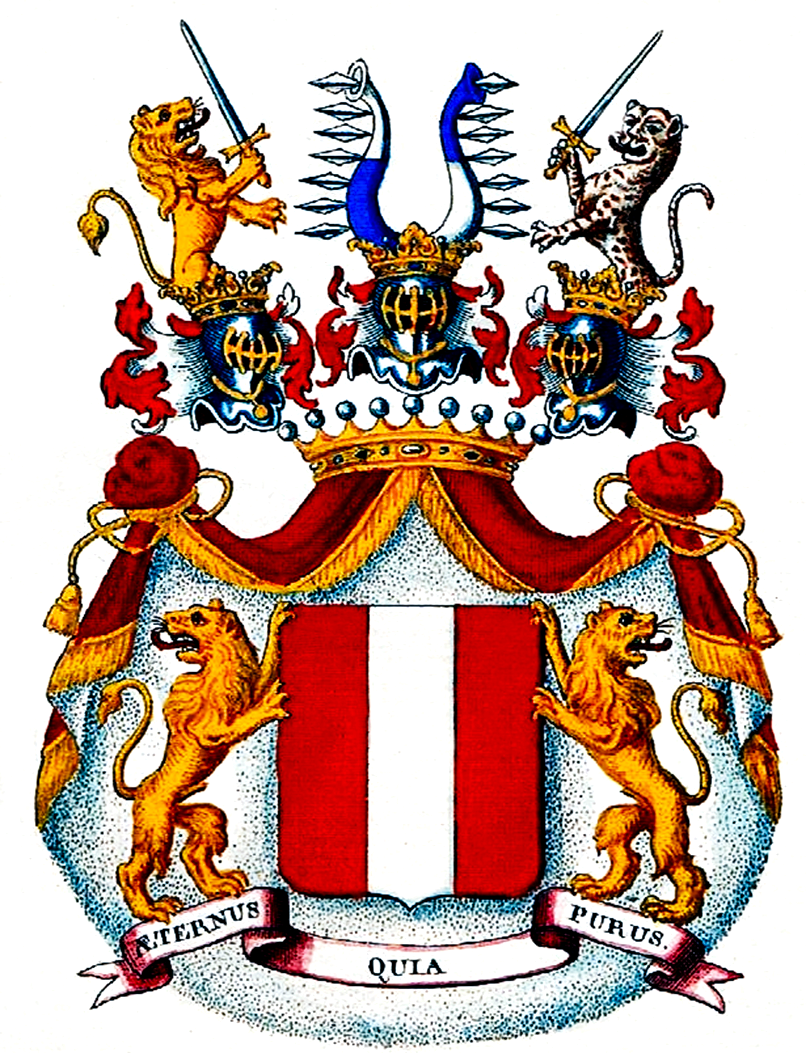
Wappen der Grafen Mittrowsky von Mittrowitz und Nemischl 1769

Mit(t)rowsky von Mit(t)rowitz und Nemischl (tschechisch Mitrovští z Mitrovic a Nemyšle) war ein altes mährisches ursprünglich böhmisches Adelsgeschlecht, das auch in Schlesien und Ungarn begütert war. Es ist zu unterscheiden von Wratislaw von Mitrowitz, zu denen keine Verwandtschaft bestand.

## Geschichte
Das Rittergeschlecht lässt sich bis in das 14. Jahrhundert zurückverfolgen. Als Stammgüter werden Mitrowitz im Berauner Kreis (das auch Stammsitz der Wratislaw von Mitrowitz war, älterer Literatur zufolge jedoch nach Mitrowitz in Kroatien benannt) und Nemischl im Taborer Kreis angenommen. Von Böhmen kam die Familie nach Mähren und später auch nach Schlesien. 1452 erhielt Bohuslav von Mittrowsky den böhmischen Ritterstand; 1705 der Landeshauptmannschaftsälteste in Schlesien Joseph Mittrowsky von Mittrowitz und 1716 der Landeshauptmann von Troppau Ernst Mathias von Mittrowsky das Freiherrendiplom. Der Grafenstand wurde 1767 dem Oberwachtmeister Joseph Freiherr Mittrowsky von Mittrowitz sowie 1769 dem k. k. Feldmarschall und Kommandanten Maximilian Joseph Freiherr Mittrowsky von Mittrowitz und seinem Bruder, dem k. k. Kämmerer und Landrechtsbeisitzer Johann Baptist Freiherr Mittrowsky von Mittrowitz verliehen.
Die Familie teilte sich in eine ältere und jüngere gräfliche Linie, von denen die ältere auf Ernst Mathias Mittrowsky von Mittrowitz zurückging. Der Stammvater der jüngeren Linie war Johann Baptist Graf Mittrowsky von Mittrowitz. 1707 diente Maximilian Freiherr Mittrowsky von Mittrowitz als Landeshauptmann der Grafschaft Glatz, der Oberschwedeldorf besaß. 1732 erscheint Carl Maximilian Freiherr Mittrowsky von Mittrowitz auf Rengersdorf. Im Fürstentum Teschen blühte eine Ende des 18. Jahrhunderts erloschener Zweig, der dem dortigen Landstand angehörte und auch in den Fürstentümern Oppeln und Ratibor Güter besaß. Wilhelm Graf Mittrowsky von Mittrowitz und Nemischl heiratete 1813 Josepha Schröffel, die Tochter von Ignaz Schröffel von Mannsberg, von dem er 1818 ein Teil von Burg Pernstein erbte. Im 20. Jahrhundert blühte nur noch ein Zweig, der auf Grund der deutschen Staatsangehörigkeit, nach den Beneš-Dekrete 1945 von der Tschechoslowakei enteignet wurde. Die Familie immigrierte darauf nach Österreich. Der Mannesstamm ist mit dem 1902 in Dolní Rožínka im väterlichen Schloss geborenen Schriftsteller Hubert Graf von Mittrowsky, einem Freund Carl Zuckmayers, gestorben 1980 in Baden-Baden, erloschen.

## Standeserhöhungen
- Böhmischer Ritterstand – 1452
- Freiherrenstand – 20. Juni 1705 und 12. März 1716
- Grafenstand – 16. März 17 und 11. September 1769
- Galizisches Indigenat – 22. März 1826
- Tirolerische Landmannschaft – 27. Juli 1837

## Besitzungen (Auswahl)
- in Mähren: Bistritz, Paskau, Pernstein, Rožínka, Wiesenberg
- in Mährisch Schlesien: Groß Herrlitz
- in der Grafschaft Glatz: Oberschwedeldorf, Rengersdorf
- in Oberschlesien: Stanowitz
- in Ungarn: Sarvas

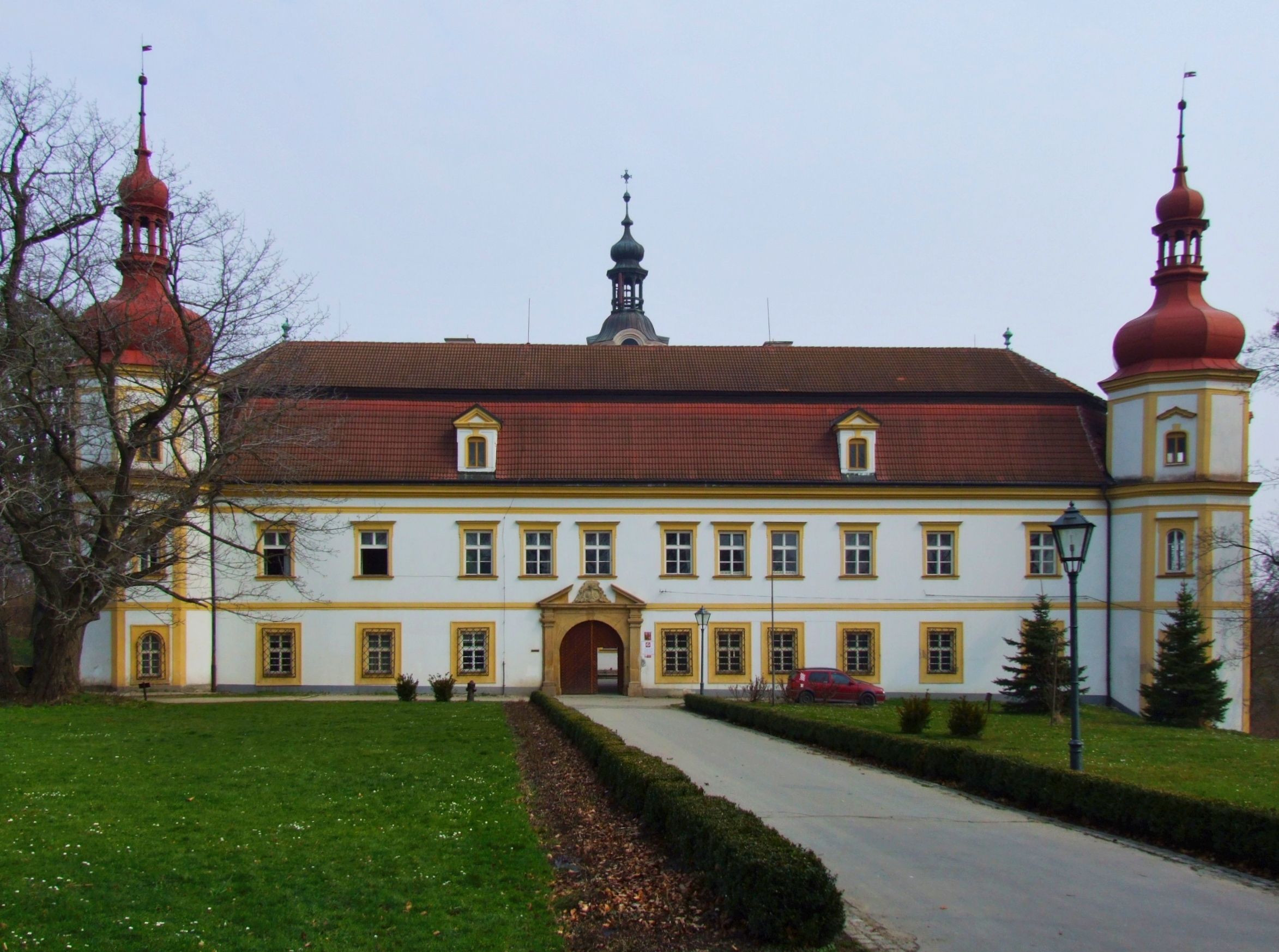
Schloss Groß Herrlitz
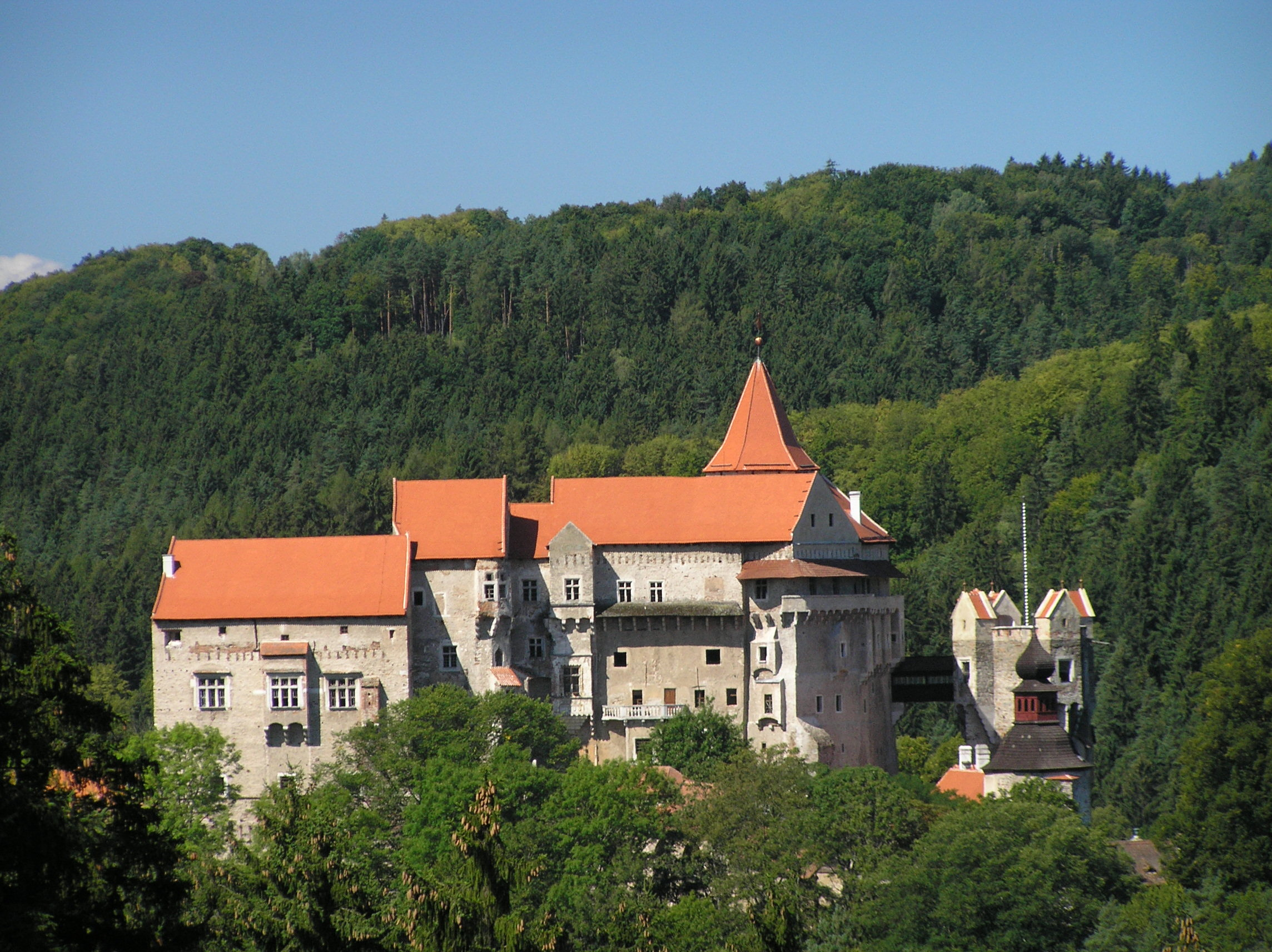
Burg Pernštejn
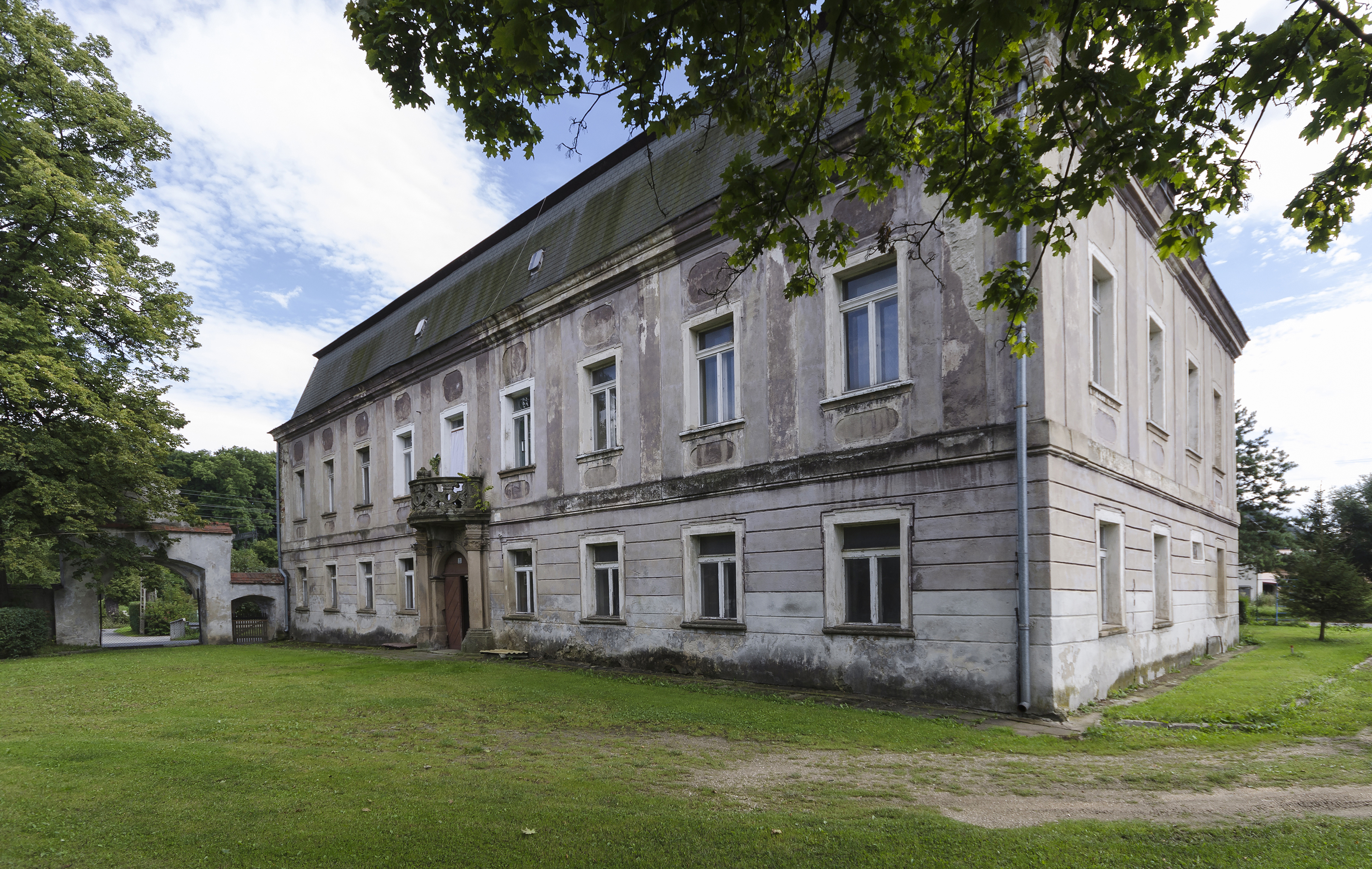
Schloss Rengersdorf
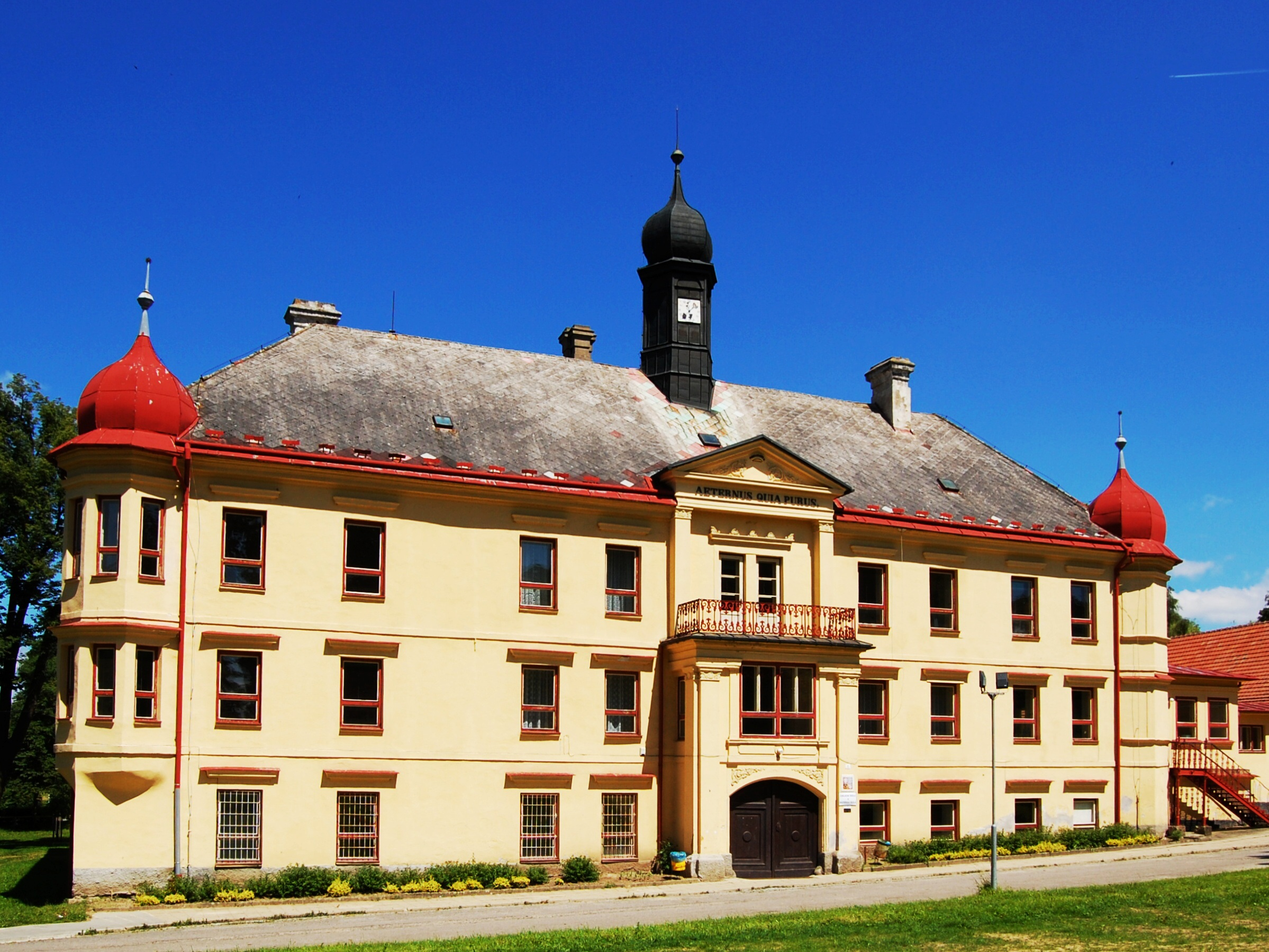
Schloss Dolní Rožínka
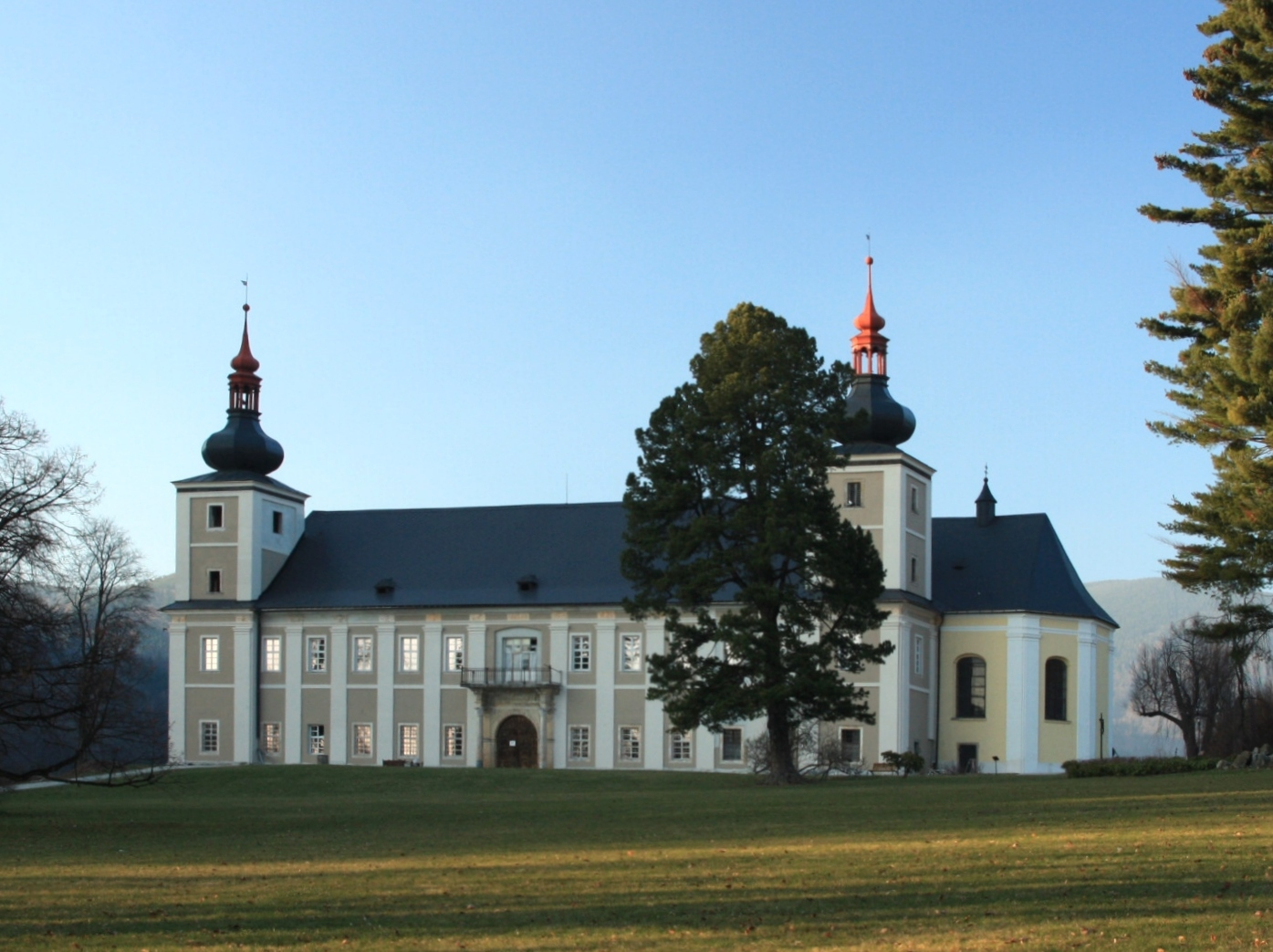
Schloss Wiesenberg
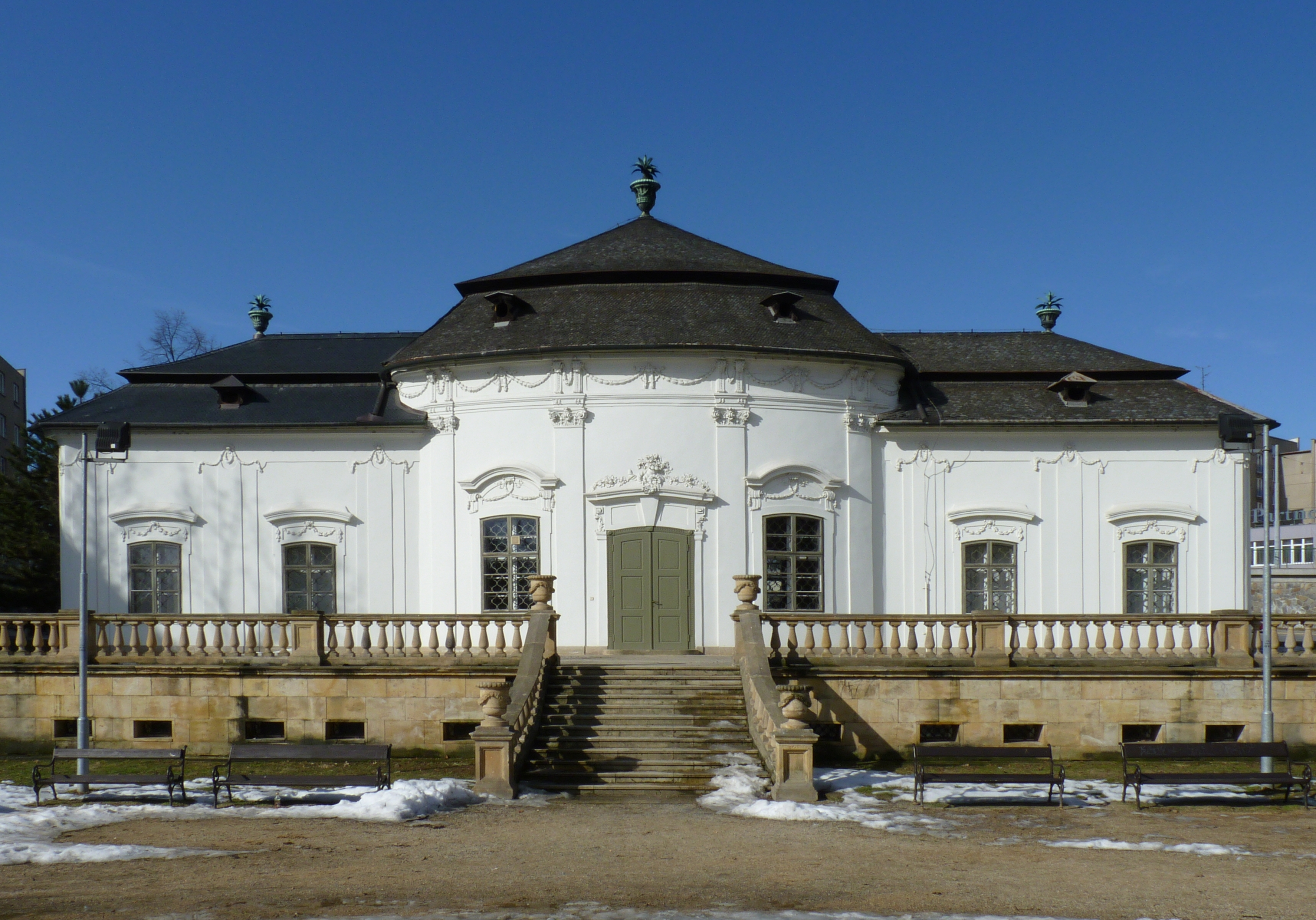
Villa Mittrowsky

## Wappen

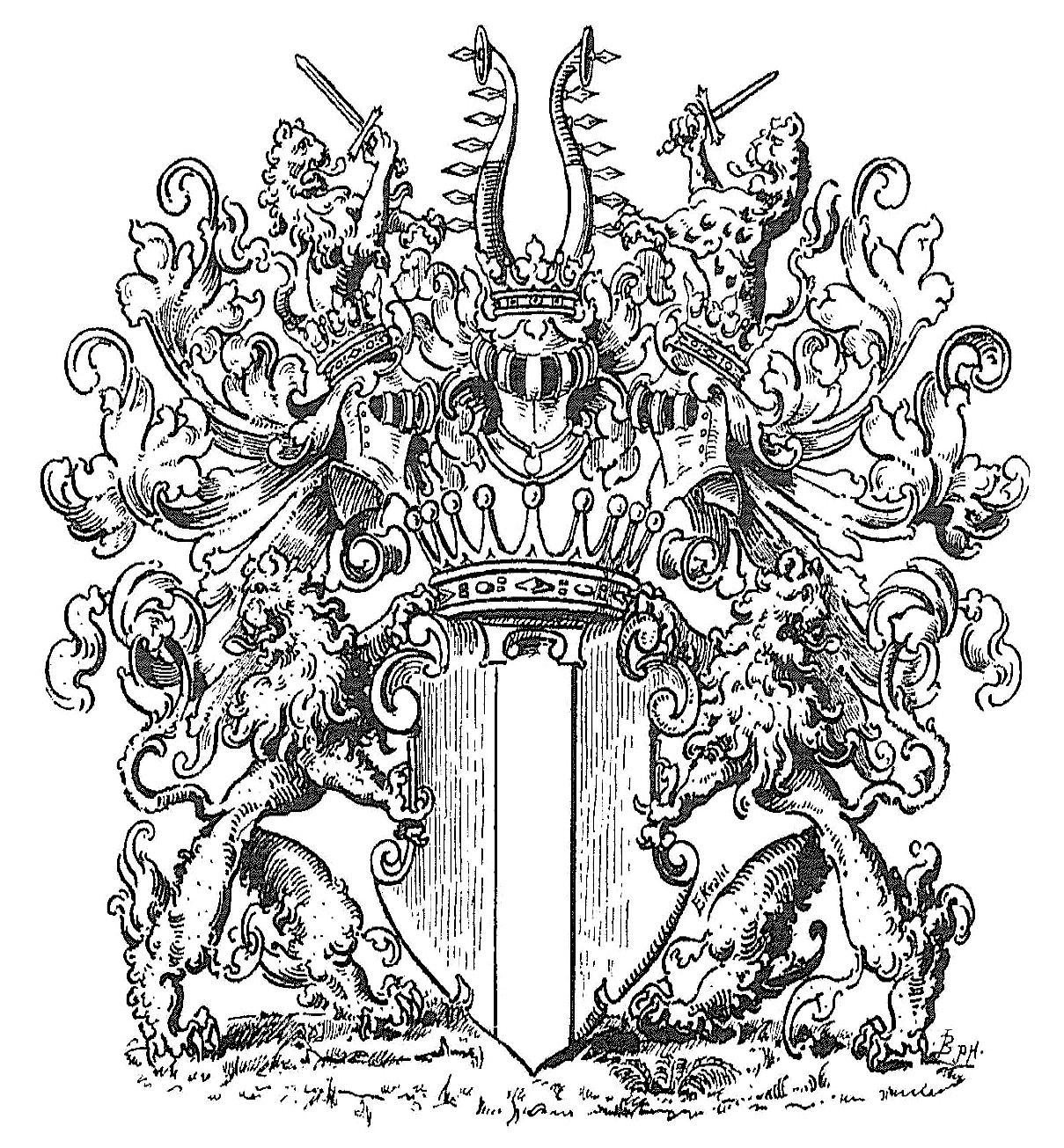
Gräfliches Wappen

„Im roten Schilde ein silberner Pfahl. Über der Grafenkrone erheben sich drei gekrönte Helme. Aus dem rechten Helme wächst einwärtssehend ein Löwe von natürlicher Farbe auf, welcher in der linken Vorderpranke ein Schwert emporhält. Auf dem mittleren Helme (zum Stammwappen gehörend) stehen zwei von Silber und Rot quer geteilte Büffelhörner von gewechselten Tinkturen, welche an der Mündung besetzt sind. Aus dem linken Helme wächst einwärtssehend ein Tiger von natürlicher Farbe auf, welcher in der rechten Tatze aufrecht ein Schwert trägt. Die Helmdecken sind rot und silbern und den Schild halten zwei auswärtssehende, grimmige Löwen.“

## Genealogie (Auswahl)

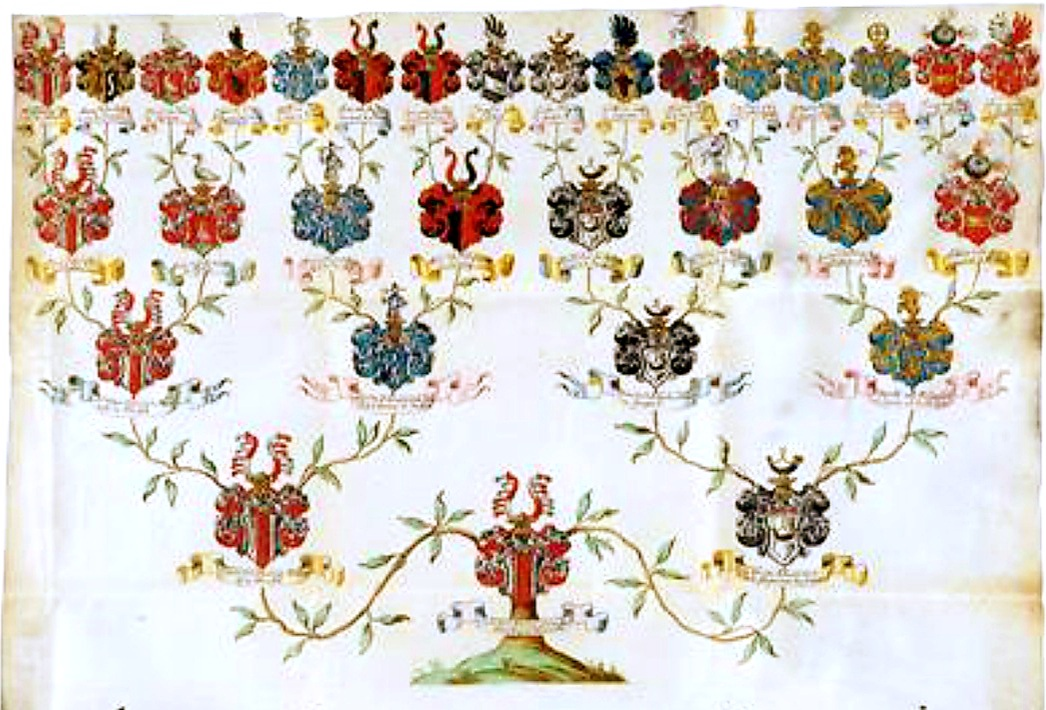
Ahnenprobe Wilhelm Johann Joseph von Mittrowsky, kurz vor 1716 (Erhebung in Freiherrenstand)

1. Bohuslaw Mittrowsky von Nemischl, ⚭ Catharina Trnmalin von Tausowetz
  1. Joachim Mittrowsky von Nemischl, ⚭ Barbara Wosromirz von Rokitnik
    1. Peter Mittrowsky von Nemischl, ⚭ Eva Freiin von Larisch in Ellguth
      1. Carl Mittrowsky von Nemischl, ⚭ Helena Freiin von Sobek und Kornitz
        1. Ernst Mathias Freiherr von Mittrowsky, Oberstlandkämmerer (1676–1748), ⚭ 1.) Helena Frei von Freyenfels, ⚭ 2.) Maria Theresia Freiin von Lehotzky
          1. Gottfried von Mittrowsky, Prämonstratenser bei St. Vinzenz in Breslau
          2. Johann Nepomuk Freiherr von Mittrowsky, Wirklicher Geheimrat († 1760), ⚭ Maria Casimira Freiin von Blankowsky

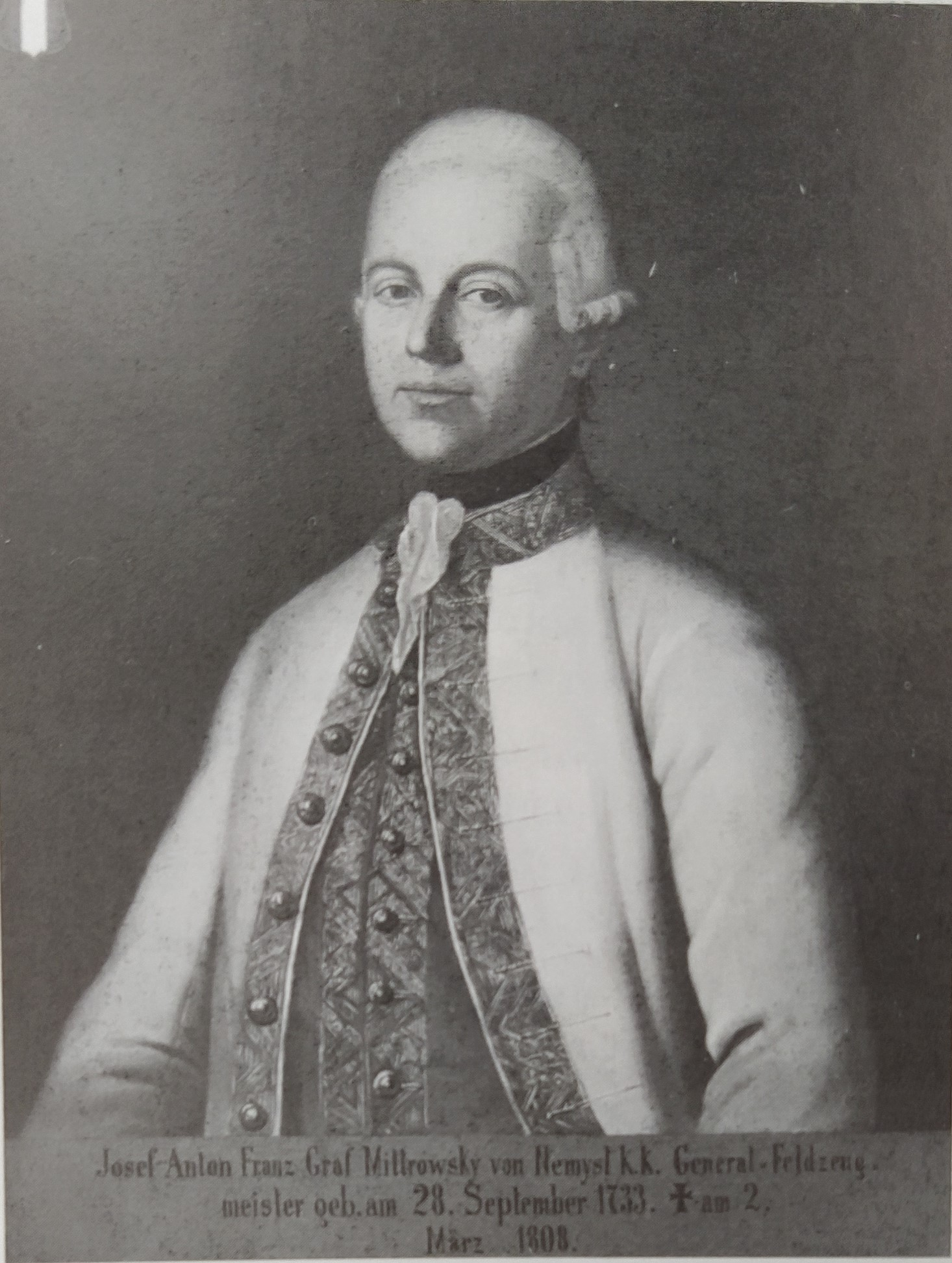
Joseph Anton Franz von Mittrowsky

            1. Joseph Anton Franz von MittrowskyJoseph Anton Franz Graf von Mittrowsky, Generalfeldzeugmeister, Herr auf Paskau (1733–1808), ⚭ Karolina Gräfin Koháry

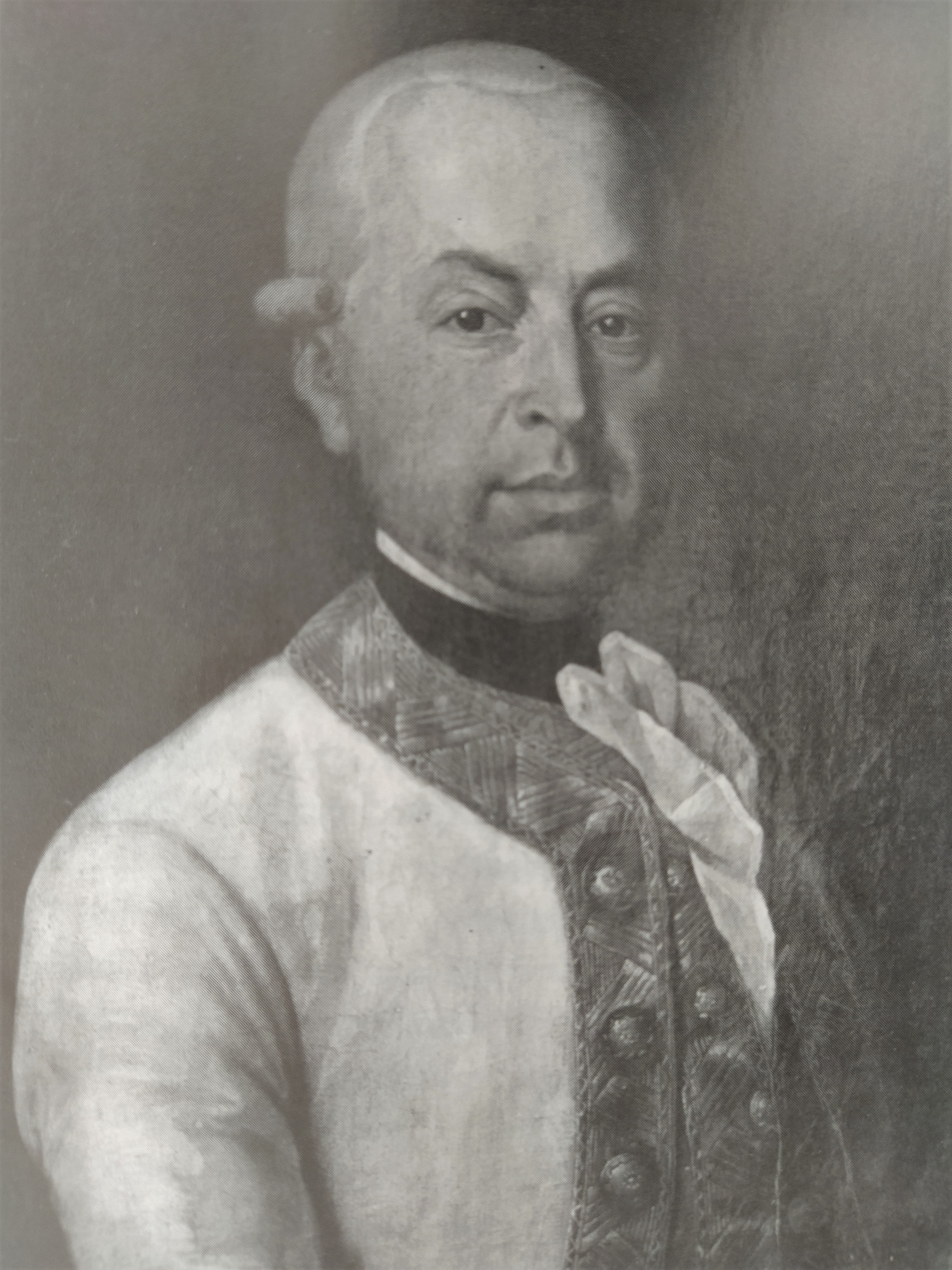
Anton Ernst von Mittrowsky

            2. Anton Ernst von MittrowskyAnton Ernst Graf von Mittrowsky, k. k. Kämmerer und Generalmajor, Träger des Elisabeth-Theresien-Ordens (1735–1813)
            3. Maria Anna von Mittrowsky, ⚭ Friedrich Graf Desfours
            4. Carl Freiherr von Mittrowsky, k. k. Kämmerer, Oberstkammergraf (1738–1816), ⚭ NN
              1. Joseph Freiherr von Mittrowsky, Begdirektions-Assessor in Schmölnitz († 1826)

          3. Ernst Benjamin Freiherr von Mittrowsky, k. k. Amtsrat in Troppau († 1774)
          4. Maximilian Joseph Graf von Mittrowsky, k. k. Kämmerer, Geheimrat, General der Kavallerie (1709–1782), ⚭ 1.) Maria Theresia Gräfin Häusler von Heitersheim, ⚭ 2.) Maria Theresia Josepha Gräfin Chorinsky, verw. Gräfin Hallweil
            1. Johann Nepomuk Graf von Mittrowsky. k. k. Hauptmann, Herr auf Bistritz und Rozinka (1757–1799), ⚭ Antonia Gräfin Zierotin
              1. Wilhelm Graf von Mittrowsky, k. k. Kämmerer, Hauptmann, Herr auf Rozinka, Bistritz und Pernstein (* 1789), ⚭ Josepha Freiin Schröfl von Mansperg, Sternkreuzdame
                1. Wladimir Graf von Mittrowsky, k. k. Kämmerer, Rittmeister, Herr von Szavars (* 1814), ⚭ 1. Antonia Josepha Louise Gräfin von Dietrichstein-Proskau, ⚭ 2. Julie Gräfin Salis-Zizers
                  1. Franz Alphons Wilhelm Wladimir von Mittrowsky (* 1845)
                  2. Ernst von Mittrowsky (* 1847)
                  3. Therese Julie von Mittrowsky (* 1851)

                2. Maria von Mittrowsky, ⚭ Stephan Graf von Batthyany auf Güssing
                3. Luitgarde von Mittrowsky († 1832)

              2. Onuphrie Emma von Mittrowsky, Sternkreuzdame, ⚭ Moritz Braida Graf von Ronsecco und Cornigliano (1802–1872), k. k. Generalmajor

            2. Anna Eleonora von Mittrowsky, ⚭ NN Freiherr von Nimptsch
            3. Maximiliana von Mittrowsky, ledig
            4. Barbara von Mittrowsky, ⚭ 1.) Ferdinand Rzikowsky von Dobrziez auf Neuschloss, k. k. Oberst, ⚭ 2.) NN Freiherr von Lagelberg
            5. Helena von Mittrowsky, ⚭ NN von Frey

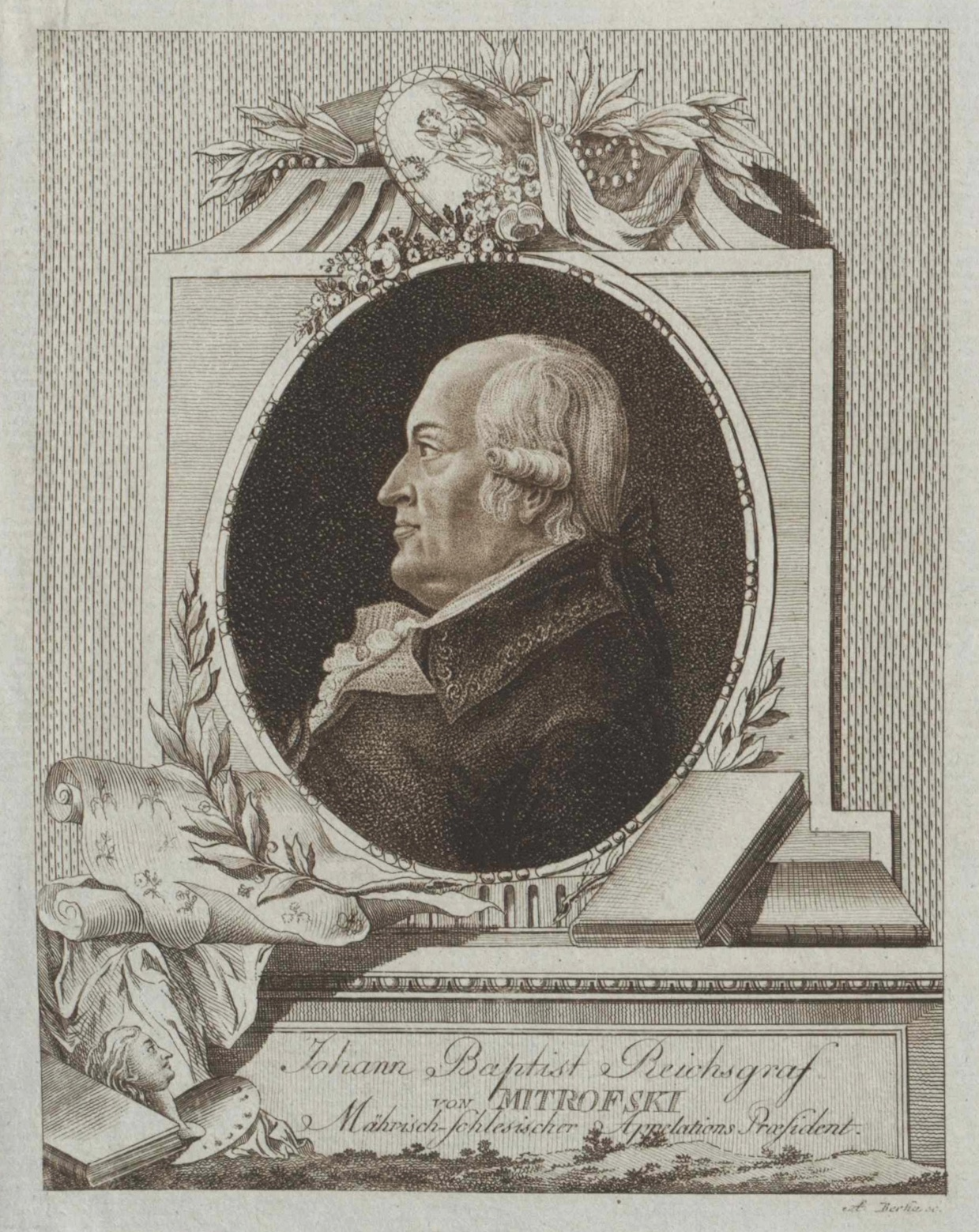
Johann Baptist von Mittrowsky

          5. Johann Baptist von MittrowskyJohann Baptist Graf von Mittrowsky, k. k. Geheimrat, Kämmerer, Appellations präsident (1736–1811), ⚭ 1. Josepha Gräfin von Pergen, ⚭ 2. Maria Anna Gräfin Ugarte, verw. Freiin Hausperky von Fanal, Sternkreuzdame
            1. Alois Graf von Mittrowsky, Herr auf Ziadlowitz (1765–1824); ⚭ NN von Smitmer

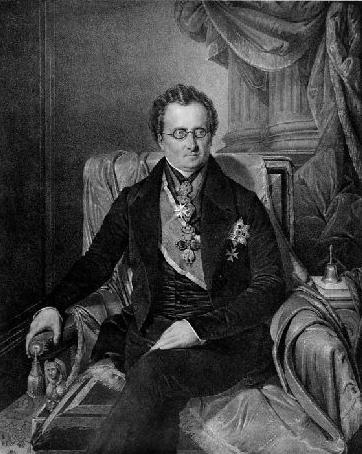
Anton Friedrich von Mittrowsky

              1. Anton Friedrich von MittrowskyAnton Friedrich Graf von Mittrowsky, k. k. Geheimrat, Kämmerer, Oberster Kanzler (1770–1842), ⚭ Leopoldine Gräfin von Klebelsberg, Sternkreuzdame, Palastdame
                1. Anton Friedrich Graf von Mittrowsky, Herr auf Großherrlitz, k. k. Geheimrat, Kämmerer, Präsident des böhmischen Oberstlandesgerichts (* 1801), ⚭ 1.) Adelheid Gräfin Clams-Gallas, ⚭ 2.) Therese Gräfin von Würben, Sternkreuzdame, Palastdame
                  1. Leopoldine von Mittrowsky (* 1835)
                  2. Anton Friedrich von Mittrowsky (* 1840)
                  3. Marie von Mittrowsky (* 1842)

                2. Joseph Graf von Mittrowsky, Ritter des Malteserordens, k. k. Kämmerer, Geheimrat, Generalmajor (1802–1875)
                3. Aloysia von Mittrowsky (1799–1823)
                4. Leopoldine Gräfin von Mittrowsky (* 1805), ⚭ Joseph Freiherr von Honrich, k. k. Kämmerer, Herr der Herrschaft Kunstadt

          6. Johanna Josepha Freiin von Mittrowsky, ⚭ 1.) Johann Anton Graf von Althann zu Sallau, Oberstsilberkämmerer, ⚭ 2.) NN Herzog von Casserano

        2. Maximilian Ritter von Mittrowsky auf Hrabin